# I Don't Care Anymore (canción de George Harrison)
«I Don't Care Anymore» es una canción del músico británico George Harrison, publicada como cara B de dos sencillos en 1974. La canción fue grabada durante las sesiones de grabación del álbum Dark Horse y publicada como cara B del sencillo «Dark Horse» en la mayoría de los países a nivel internacional, salvo en el Reino Unido, donde respaldó al sencillo «Ding Dong, Ding Dong». «I Don't Care Anymore» es una composición menor dentro del catálogo musical de Harrison al no ser incluida en ninguna publicación oficial del músico en CD.

## Composición y grabación
«I Don't Care Anymore» es una de las pocas composiciones compuestas antes de 1980 que el músico no discutió en su autobiografía I, Me, Mine. Varios biógrafos la identificaron como una canción que expresaba lujuria por una mujer casada, al ser compuesta durante un periodo en el que Harrison estuvo relacionado sentimentalmente con Krissy Wood, mujer por entonces del guitarrista Ron Wood, y con Maureen Starkey, esposa de su excompañero en The Beatles Ringo Starr. Al hablar sobre «Simply Shady», otra canción de 1974, Harrison se refirió a ese periodo como «un poco de juerga», durante el cual su matrimonio con Pattie Boyd se fue deteriorando.
Musicalmente, Ian Inglis, biógrao de Harrison, reconoció «I Don't Care Anymore» como un ejemplo de «la síntesis entre jug-band, skiffle y la tradición country» que Harrison había captado a través de influencias como Bob Dylan, The Band, Lonnie Donegan, David Bromberg y The Lovin' Spoonful. En la «farfullada guirigay» que abre la canción, Inglis encontró una parodia de la canción de Stan Jones «(Ghost) Riders in the Sky». Además, en los versos de la canción, Harrison afirma la voluntad de «derribar la puerta de cualquiera» en su determinación de proseguir una relación adúltera: «If your man should get uptight / 'Cos we've been alone for most the night / Now, I realize your needs are all right, you know, I don't care» (en español: «Si tu hombre debe ponerse nervioso, porque hemos estado juntos la mayor parte de la noche, ahora me doy cuenta de que tus necesidades están bien, ya sabes, no me importa»).

## Publicación
El 18 de noviembre de 1974, «I Don't Care Anymore» fue publicado en los Estados Unidos como cara B del sencillo «Dark Horse». La canción sirvió la misma función en Gran Bretaña el 6 de diciembre, pero con «Ding Dong, Ding Dong» como cara A. Ambas caras del sencillo incluyeron una voz del músico afectada por problemas de garganta que fueron empeorando durante la subsiguiente gira.
Algunos críticos musicales tomaron «I Don't Care Anymore» de forma literal. Bruce Spizer comentó: «Mientras que todo el asunto podría haber sido concebido como una broma, los oyentes se quedaron con la impresión de que a George no le importaba realmente». Leng escribió sobre la canción que «Harrison suena en peligro de salir de la pista de carreras completamente... "I Don't Care Anymore" es difícil de digerir». En el libro The Love There That's Sleeping, Dale Allison, teólogo cristiano, desestimó la canción como «el nadir del cuerpo musical de George» y añadió: «La letra, que insensiblemente defiende una relación adúltera, deben ser condenadas, tomando prestado el término de "Devil's Radio", como "palabras que hablan sin pensar". Esto no es lo que necesitamos oír de nadie».
«I Don't Care Anymore» nunca fue reeditada en una forma distinta a su publicación original, y tras la inclusión de «Deep Blue» y «Miss O'Dell» como temas extra de la reedición en 2006 de Living in the Material World, es la única canción del catálogo musical de Harrison no disponible en ninguna publicación en CD. La canción solo está disponible en publicaciones pirata como Through Many Years.

## Personal
- George Harrison: voz, guitarra de doce cuerdas, arpa de boca